# Kompetenzmatrix
Bei der Kompetenzmatrix (auch Kompetenzraster, Qualitätsraster, Matrix oder Rubrics genannt) handelt es sich um eine Form der schulischen Leistungsbeurteilung, die mit Hilfe einer Matrix bzw. eines Rasters arbeitet. In diesem Modell werden unterschiedliche Kompetenzen aufgelistet, welche einem bestimmten Anforderungsniveau zugeordnet werden können. Dabei werden die Kompetenzen in den Zeilen und das Niveau in den Spalten dargestellt.

## Gründe für eine neue Form der Leistungsbewertung
Schülerinnen und Schüler entwickeln häufig ein verengtes Verständnis von Lernen durch die Schule. Oft wird nicht klar zwischen Lernen und Leistung unterschieden. Die Lernenden sammeln die Erfahrung, dass nicht der Lernprozess an sich mit seinen Inhalten und Schwierigkeiten Beachtung findet, sondern hauptsächlich die anschließende Leistung in Klassenarbeiten mit den dazugehörigen Noten. Daraus resultiert ein Prüfungsverhalten der Lernenden, mit dem sie darauf abzielen, was die Lehrkraft hören möchte, mit dem sie sich untereinander vergleichen und mit dem sie für die Lehrkraft lernen, anstatt zu lernen, um die Inhalte zu verstehen. Dementsprechend entwickeln die Schüler ein bestimmtes Lernverhalten. Sie lernen für die Prüfung, haben eine niedrige intrinsische Lernmotivation, Lernen nur die nötigsten Inhalte und entwickeln Prüfungsangst. Verursacht wird dies unter anderem durch die traditionellen Methoden der Leistungsbeurteilung, welche in der Kritik stehen den Fokus auf Belohnung und Bestrafung gerichtet zu haben und den Lernenden dadurch einen unangemessenen Anreiz zu bieten. Die Schüler werden vom Lerngegenstand an sich abgelenkt und vor allem Schwächere werden schnell entmutigt. Des Weiteren hat eine Veränderung in der Lernkultur stattgefunden. Sie entwickelte und entwickelt sich weg von einem vom Frontalunterricht geprägten Unterricht, hin zu einem Unterricht, der die Selbstständigkeit fördert, bei dem eine starke Orientierung an den Lernprozessen stattfindet, bei dem die Aufgaben komplex und alltagsnah konstruiert werden und bei dem die Schüler ein Recht auf Mitbestimmung und Partizipation besitzen.
Diese veränderte Form der Lernkultur ist eine Reaktion auf den aktuellen Diskurs zur Heterogenität im schulischen Kontext. Die Heterogenität ist kein neues Phänomen. Der Diskurs hat sich hierzu jedoch von der Homogenisierung weg und hin zur Wahrnehmung und Anerkennung von Vielfalt entwickelt. Schule wurde in der Vergangenheit häufig als eine homogenisierende Institution wahrgenommen. Aktuell wird die Heterogenität teils als Problem und teils als Chance wahrgenommen. Die Tendenz zeigt jedoch in Richtung einer positiven Bewertung, da beispielsweise der Deutsche Schulpreis Schulen auszeichnet, die eine besonders intensive Auseinandersetzung mit der Heterogenität umsetzen. Diese veränderte Sicht auf die Heterogenität führt zu einer veränderten Lernkultur und fordert damit einhergehend eine Veränderung in der Leistungsbewertung, die zu der neuen Art des Lernens passt. Einen Ansatz hierfür stellt das Konzept der Kompetenzmatrix dar.

## Kompetenzmatrix
Die grundlegende Idee für die Kompetenzmatrix basiert auf den PISA-Studien. Bei diesen werden Leistungen nicht anhand von Noten beurteilt, sondern nach Kompetenzen aufgeschlüsselt.

### Nutzen
Mit Hilfe des Kompetenzrasters werden fachliche Thematiken, fachübergreifende Kompetenzen und die dazugehörigen Anforderungen systematisch dargestellt. Sie fördern das selbstregulierte Lernen der Schüler, da individuelle Lernprozesse klar gegliedert sind. Sowohl den Lehrkräften als auch den Lernenden wird ein Überblick über den aktuellen Lernstand gegeben. Auch für die Eltern sind die Anforderungen und die Leistungsbeurteilung ihrer Kinder nachvollziehbar. Eine ausgeprägte Formalisierung von Kompetenzrastern ermöglicht eine große Transparenz für alle Beteiligten. Neben der Funktion als Rückmeldung zur Leistung der Schüler dient das Kompetenzraster als Grundlage, um pädagogische Entscheidungen zu treffen, welche sich auf die Schule im Allgemeinen oder den Unterricht beziehen.
Im Rahmen der Verwendung von Kompetenzrastern wird den Lernenden vermehrt Eigenverantwortung für ihr Lernen übertragen. Die Schüler sollen lernen, ihre Stärken und Schwächen selbst zu erkennen, sich selbst Lernziele zu setzen, in ihrem persönlichen Tempo zu arbeiten und ihre Ergebnisse eigenständig zu präsentieren und zu bewerten. Damit wird der neuen Lernkultur entsprochen.

### Umsetzung
Kompetenzmatrizen können in vielfältiger Art und Weise umgesetzt werden. Raster, die universell also schulübergreifend anwendbar sind, stellen eine Ausnahme dar. Jede Schule, die mit dieser Form der Leistungsbeurteilung arbeiten möchte, muss eine Matrix entwickeln, die zu ihren eigenen Bedürfnissen und Vorgaben passt. Sie muss zum einen den Richtlinien der Bildungsstandards, des jeweiligen Kerncurriculums und Lehrplans entsprechen. Zum anderen müssen schulinterne Anforderungen wie das Schulprogramm oder Ähnliches berücksichtigt und integriert werden.
Der Entwicklungsprozess einer Kompetenzmatrix lässt sich in drei aufeinander aufbauende Schritte zerlegen. Zu Beginn müssen die Kompetenzen wissenschaftlich beschrieben werden. Dabei können sich Teilkompetenzen ergeben, die sich wie die Kompetenzen nach den thematischen Inhalten und Lernbereichen richten. Im zweiten Schritt werden die Niveaustufen festgelegt, also der Grad der Ausprägung der jeweiligen Kompetenz. Im letzten Schritt müssen dann die Fähigkeiten und Fertigkeiten definiert werden, die die Schüler nachweisen müssen. Diese sind bedeutsam für die konkrete Umsetzung des Unterrichts, da sie die Grundlage für Checklisten und die darauf basierenden Lernaufgaben, Planung und Beratung bilden. Die Checklisten ermöglichen die konkrete Einordnung in ein bestimmtes Niveau der Kompetenz.
Die Bewertung von Schülerleistungen ergibt sich direkt aus dem Raster. Aus den einzelnen Zellen lassen sich Tests ableiten, um zu überprüfen, ob die Kompetenzstufe erreicht wurde und der Schüler zur nächsten Stufe übergehen kann. Neben dieser summativen Beurteilung der Leistungen, gehören auch die formativen Bewertungen hinzu wie beispielsweise Informationen über den Lernfortschritt, Stärken und Schwächen. Es handelt sich hierbei somit um eine „prozessbegleitende Leistungsmessung mit dem Ziel der individuellen Förderung“. Rückmeldungen zu Leistungen der Lernenden können dabei direkt in das Raster eingetragen werden beispielsweise über Kreuze in der Zelle, der absolvierten Kompetenz. Hierbei muss sich es nicht um reine Kreuze handeln. Sie können zum Beispiel durch Lob, Hinweise oder Ähnliches ergänzt werden. Darüber hinaus können Rückmeldungen in dialogischen Gesprächen zwischen Lernendem und Lehrendem und in Elterngesprächen formuliert werden. Die Schüler haben die Möglichkeit selbständig Kreuze zu setzen, um sich selbst zu kontrollieren. Um Fehler zu vermeiden, sollten die Kreuze der Lernenden, mit denen der Lehrkraft abgeglichen werden. Sowohl die Eigen- als auch die Fremdbewertung spielen eine Rolle.
Die Umsetzung einer Kompetenzmatrix geht nicht nur mit einer neuen Art der Bewertung einher, sondern erfordert einen anderen Aufbau und eine andere Art und Weise von Unterricht im Vergleich zum klassischen Frontalunterricht. Da eine erhöhte Selbstwirksamkeit und Reflexivität erreicht werden soll, muss die Fertigkeit zur Selbsteinschätzung trainiert werden. Hierfür sind die offenen und kooperativen Unterrichtsformen bekannt, in denen den Schülern vielfältige Steuerungsmöglichkeiten zugeteilt werden. Neben den Rückmeldungen zu fachlichen Kompetenzen benötigen die Lernenden ebenfalls ein Feedback über ihre Steuerungsprozesse, um auch diese verbessern zu können. Jahrgangsübergreifender Unterricht stellt ebenfalls eine Möglichkeit dar, da den Kindern hier im besten Fall mehr Freiheiten geboten werden können.
Auch wenn der Ansatz des Kompetenzrasters auf eine erhöhte Selbststeuerung abzielt, werden die Schüler weiterhin durch die Lehrkräfte unterstützt, um so von deren kognitiven und emotionalen Erfahrungen zu profitieren. Diese Idee entspricht einem konstruktivistischen Ansatz. Schüler, die mehr Hilfe benötigen, erhalten diese durch die Lehrenden. In einem reflektierenden Beratungsgespräch entwickeln beide Parteien gemeinsam eine Art Lernvereinbarung über den Fortgang des Lernprozesses. Der Vorgang ist dabei zeitweise stärker fremdgesteuert. Langfristig gesehen, soll dies jedoch eine höhere Selbstständigkeit ermöglichen und fördern. Diese Unterstützung findet ebenfalls in ausführlichen Elterngesprächen, an denen der Lernende teilnimmt, statt.
Die Arbeit mit Kompetenzmatrizen zielt zwar auf die Selbsttätigkeit der Schüler ab, nicht jedoch darauf, dass sie vollständig alleine arbeiten. Sowohl Zeiten des gemeinsamen Lernens wie in Projekten oder Gruppenarbeiten als auch Phasen lehrerzentrierter Erklärungen gehören weiterhin zum Unterrichtsalltag.

## Vergleich mit Ziffernnoten
Dieser neueren Form schulischer Bewertung stehen die Ziffernnoten gegenüber. Bei ihnen handelt es sich um die wohl bekannteste Form der klassischen Leistungsbeurteilung. Die Benotung durch Ziffern bringt einige Vorteile mit sich. Sie ermöglichen beispielsweise eine Beurteilung vieler Schülerleistungen ohne großen zeitlichen Aufwand. Darüber hinaus können Noten rechtzeitig warnen, wenn es zu einer auffälligen Entwicklung des Lernenden kommt und ein frühzeitiges Eingreifen wird ermöglicht. Zusätzlich bieten sie einen Anreiz für die Kinder sich anzustrengen und sich intensiv mit bestimmten Inhalten auseinanderzusetzen. Da sowohl die meisten Grundschulen als auch die meisten weiterführenden Schulen mit Noten arbeiten, wird der Übergang für die Schüler erleichtert und sie können in der Grundschule behutsam an die Noten herangeführt werden. Des Weiteren ist die Note allgemein verständlich, somit auch für außerschulische Institutionen relevant und gesellschaftlich anerkannt.
Diesen Vorteilen entgegen stehen verschiedene Nachteile. Auch wenn Noten einen Anreiz bieten können sich anzustrengen, so handelt es sich dabei um eine extrinsische Motivation, welche die intrinsische Motivation der Schüler verdrängt. Sie verlieren ihre natürliche Freude daran neue Dinge zu lernen und wollen stattdessen besser sein als ihre Mitschüler. Es entwickelt sich eine Konkurrenzorientierung anstelle einer Sachmotivation. Darüber hinaus suggerieren Zensuren eine hohe Vergleichbarkeit, da sie aber aus unterschiedlichen Lernsituationen und Prüfungen hervorgehen, sind sie nicht vergleichbar. Dennoch findet eine Auslese der Schüler anhand von Noten statt beispielsweise bei dem Wechsel auf die weiterführende Schule oder nach dem Abschluss. Des Weiteren werden mit Noten meist nur die Lernergebnisse erfasst, nicht aber der Lernprozess an sich. Dies führt gerade bei schwächeren oder langsameren Lernenden zu Demotivation und einem negativeren Selbstbild und letztlich zu einer geringeren Leistung. Es besteht die Gefahr, dass Lehrkräfte Noten als Instrument der Disziplinierung missbrauchen und so erwünschtes Verhalten erzwingen. Die Voraussetzung für Ziffernnoten ist ein Unterricht, der für alle Kinder gleich gestaltet ist. Diese Form von Unterricht widerspricht jedoch den neueren Erkenntnissen zur Unterrichtsgestaltung und im Zuge der Heterogenitätsdebatte lässt die Note sich nicht mehr rechtfertigen. Da die Schüler meist nicht in den Beurteilungsprozess involviert werden, widerspricht das Konzept dem Ziel der Selbstständigkeit. Insgesamt sind Ziffernnoten nicht aussagekräftig genug und bieten daher weder für die Lernenden noch für deren Eltern, eine Möglichkeit die Leistung oder den Lernprozess zu reflektieren.
Mit dem Konzept der Kompetenzmatrix wird versucht die Nachteile einer Leistungsbeurteilung durch Ziffernnoten aufzulösen. Wie bereits beschrieben ermöglicht das Kompetenzraster eine genaue Beschreibung der Kompetenzen der Lernenden. Es wird deutlich in welchem Bereich das jeweilige Kind wie weit entwickelt ist. Dies ist für die Kinder und ihre Eltern präziser und besser verständlich als Noten. Außerdem lassen sich Förder- und Fordermaßnahmen gezielter aus der Bewertung ableiten. Die Kinder bekommen die Möglichkeit, sich beim Lernen an den festgelegten Kompetenzen zu orientieren, welche eindeutiger und verständlicher sind als Ziffernnoten. Des Weiteren erlangen die Schüler eine höhere Selbstständigkeit und eine positivere Selbstwirksamkeit. Als Nachteil kann zunächst der hohe Aufwand genannt werden, den dieses Konzept mit sich bringt im Vergleich zu den bekannten Ziffernnoten. Die Lehrkräfte müssen sich einarbeiten und dann im besten Fall gemeinsam ein Kompetenzraster für ihre Schule bzw. für die einzelnen Jahrgänge erstellen. Des Weiteren besteht die Gefahr, dass gemeinsames Lernen durch die starke Individualisierung, die das Kompetenzraster ermöglicht, in den Hintergrund tritt. Dies ist jedoch ein wichtiger Teil der Schule und muss weiterhin fester Bestandteil sein. Außerdem ergeben sich in der individuellen Umsetzung Schwierigkeiten, da dieses Konzept meist noch wenig erprobt ist. Beispielsweise wird der Kompetenzbegriff nicht einheitlich verwendet, da jeweils ein anderer Fokus gesetzt wird. Bei der Definition muss hierbei wie auch bei den Kompetenzstufen, sehr trennscharf vorgegangen werden, um eine eindeutige Einordnung zu ermöglichen.
Insgesamt stellt die Kompetenzmatrix einen möglichen Ansatz der Leistungsbeurteilung dar, um auf die vorhandene Heterogenität der Schülerschaft und die sich daraus ergebende neue Lernkultur zu reagieren.